# Карица
Карица (грч. Καρίτσα) је насељено место у општини Дион-Олимп у периферији Средишња Македонија, Грчка. Према попису из 2021. године било је 1.843 становника.
Насеље је 1913. године имало 829 житеља Грка.